# Kushālnagar
Kushālnagar är en ort i Indien.   Den ligger i distriktet Kodagu och delstaten Karnataka, i den södra delen av landet, 1 800 km söder om huvudstaden New Delhi. Kushālnagar ligger 847 meter över havet och antalet invånare är 14 961.
Terrängen runt Kushālnagar är platt. Runt Kushālnagar är det tätbefolkat, med 297 invånare per kvadratkilometer. Kushālnagar är det största samhället i trakten. Trakten runt Kushālnagar består till största delen av jordbruksmark.